# Pseudophilautus fergusonianus
Philautus fergusonianus es una especie de rana que habita en Sri Lanka.